# Jacob Savery
Jacob Savery (születési neve: Jacob Maertensz Savery) (Kortrijk, 1565. körül – Amszterdam, 1603. április 23.) holland festő a holland aranykorban.

## Életpályája
A híres Savery festő család őse, a manierista Hans Bol volt a mestere, kb. 1584-től Haarlemben, kb. 1589-től Amszterdamban élt és alkotott. Tájképeket, látképeket,  állatokat, csendéleteket festett, Haarlemben gobelineket is tervezett. A festés tudományát tovább adta öccsének, Roelant Savery-nek, majd fiait (Hans Savery és Jacob Jacobsz Savery) is elindította a festői pályán. Az amszterdami pestisjárvány következtében halt meg.